# Cord (Automarke)

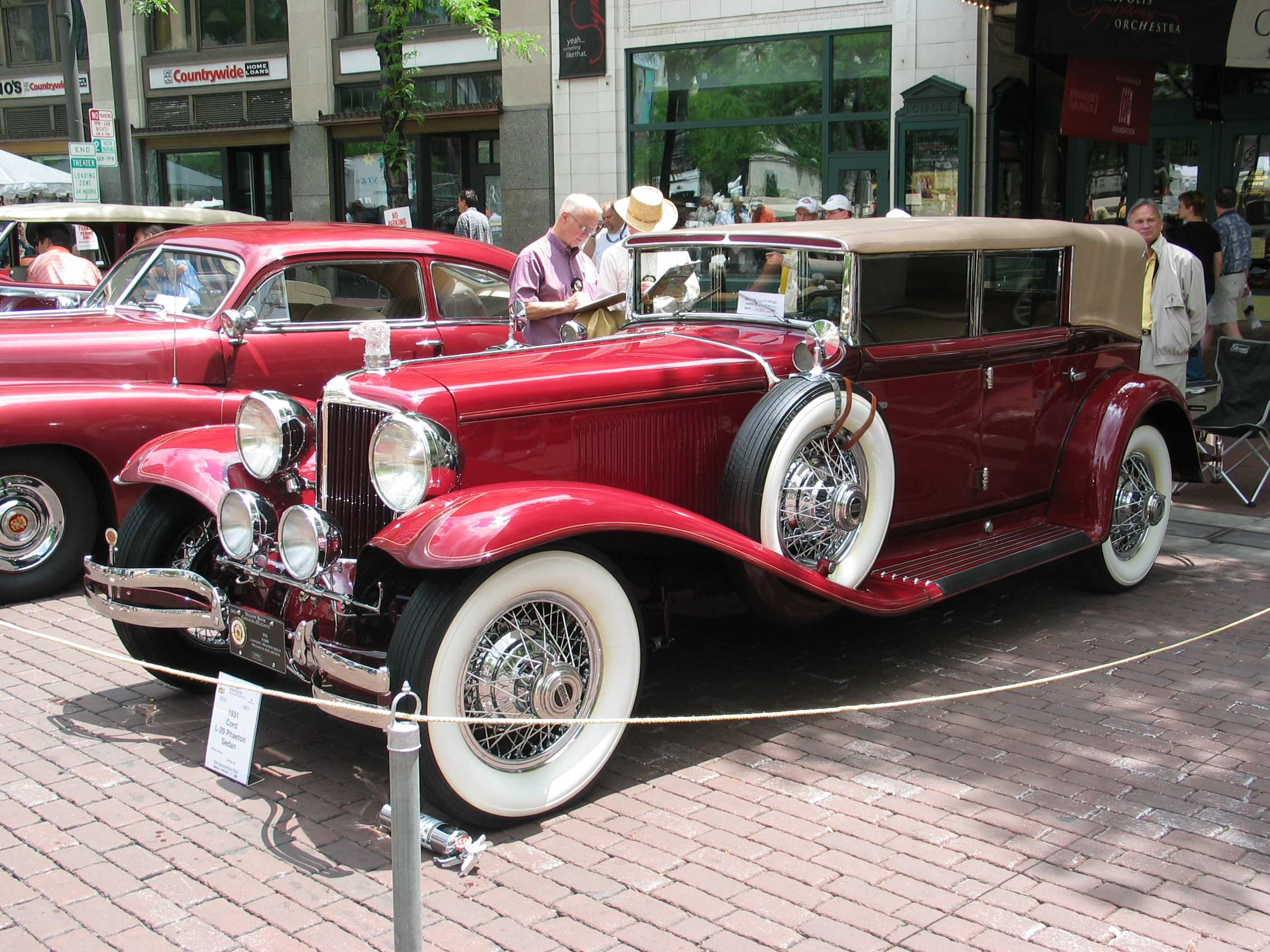
Cord L-29 von 1929

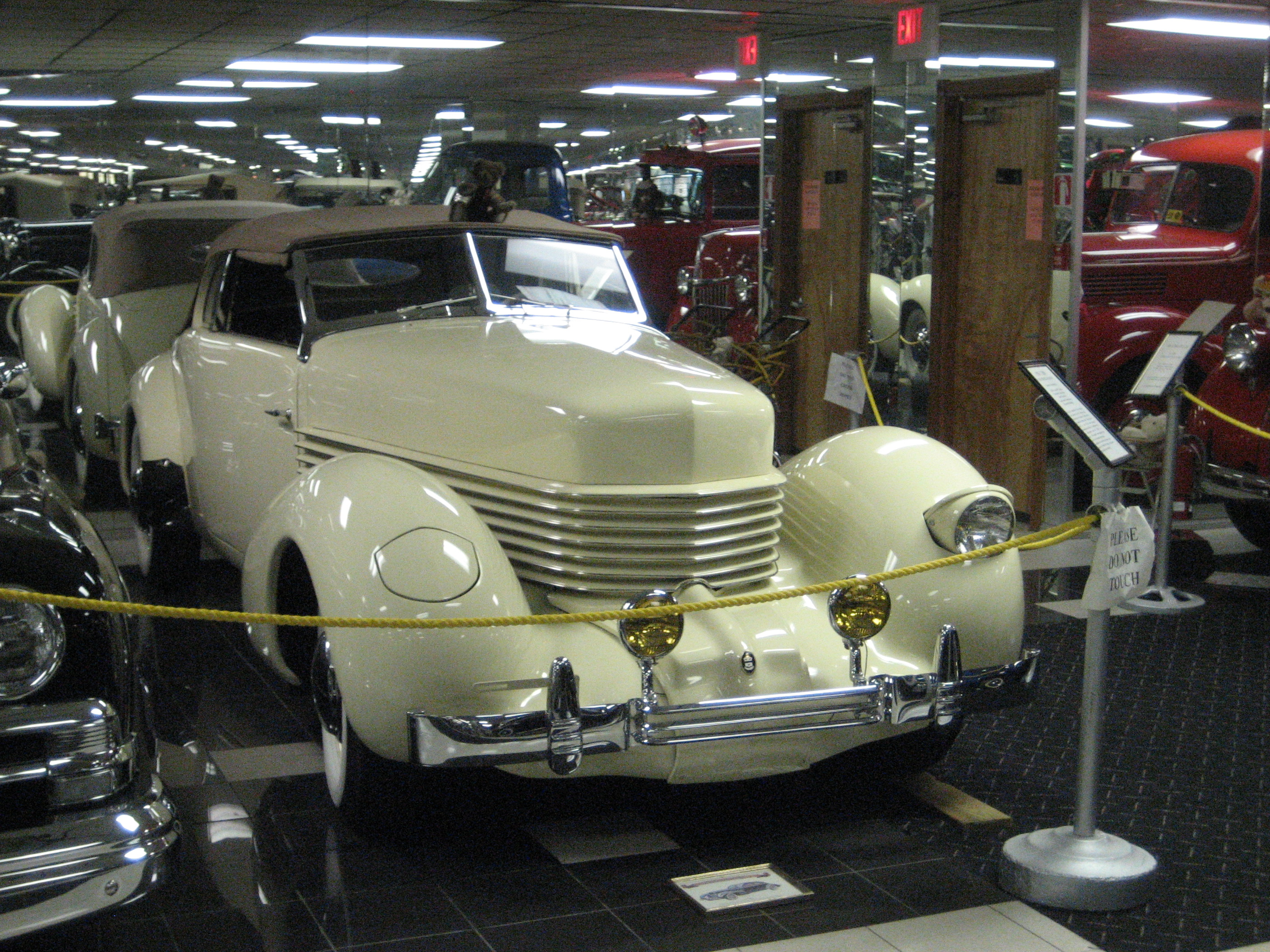
Cord 810 von 1936 im Tallahassee Automobile Museum

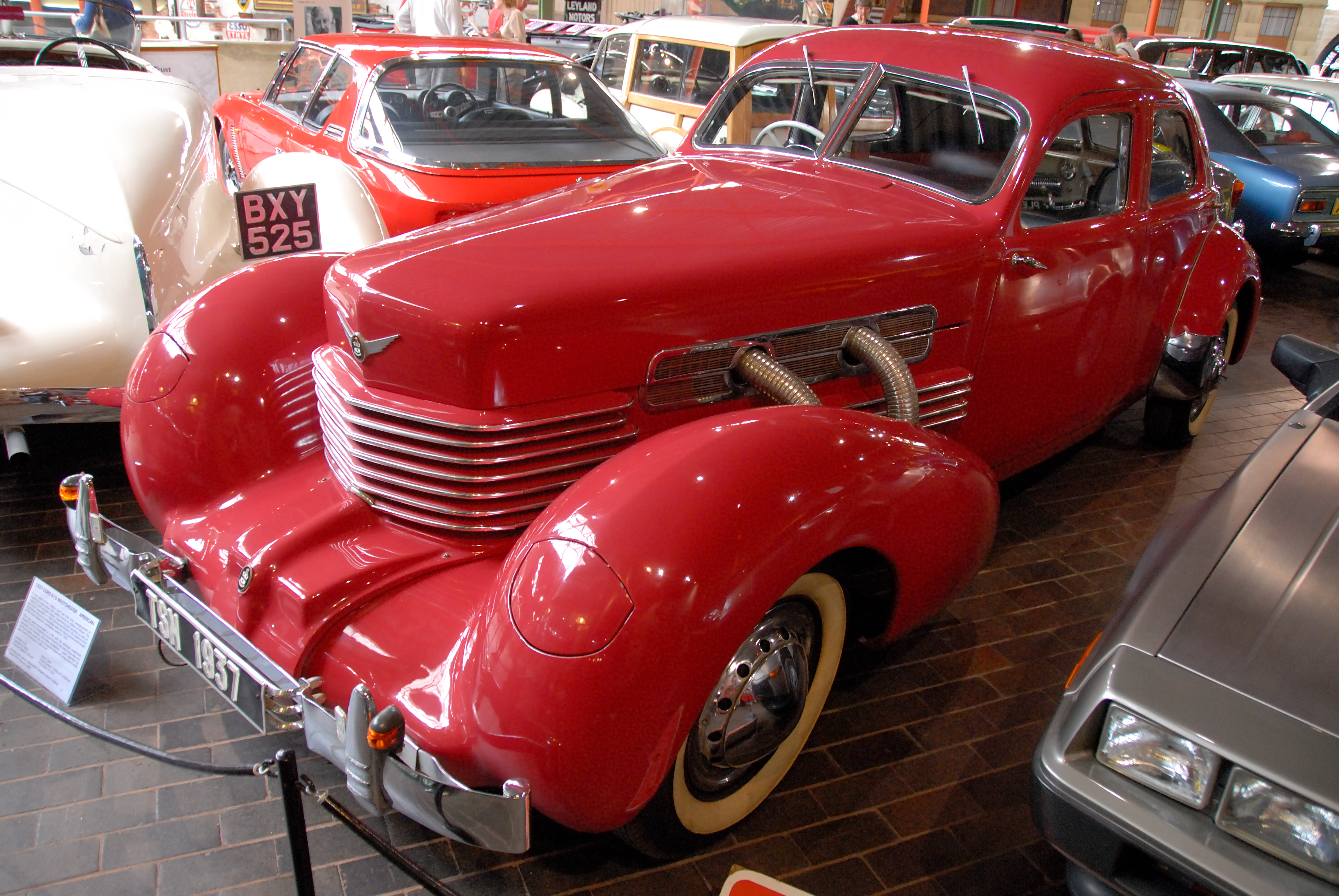
Cord 810 Westchester von 1937 im Automuseum Beaulieu, England

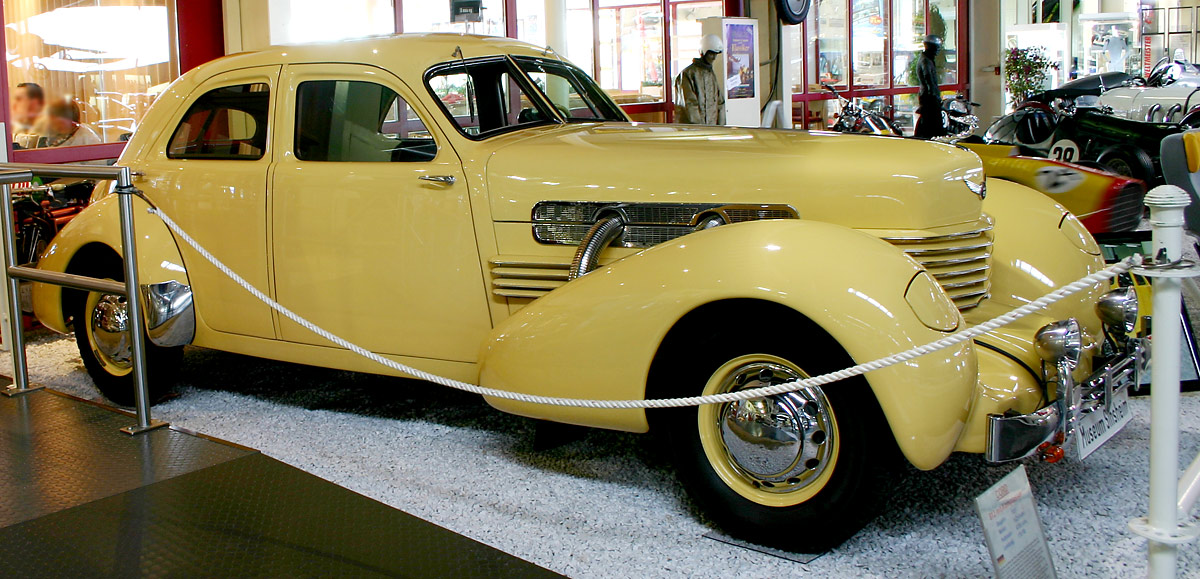
Cord 812 im Auto- und Technikmuseum Sinsheim

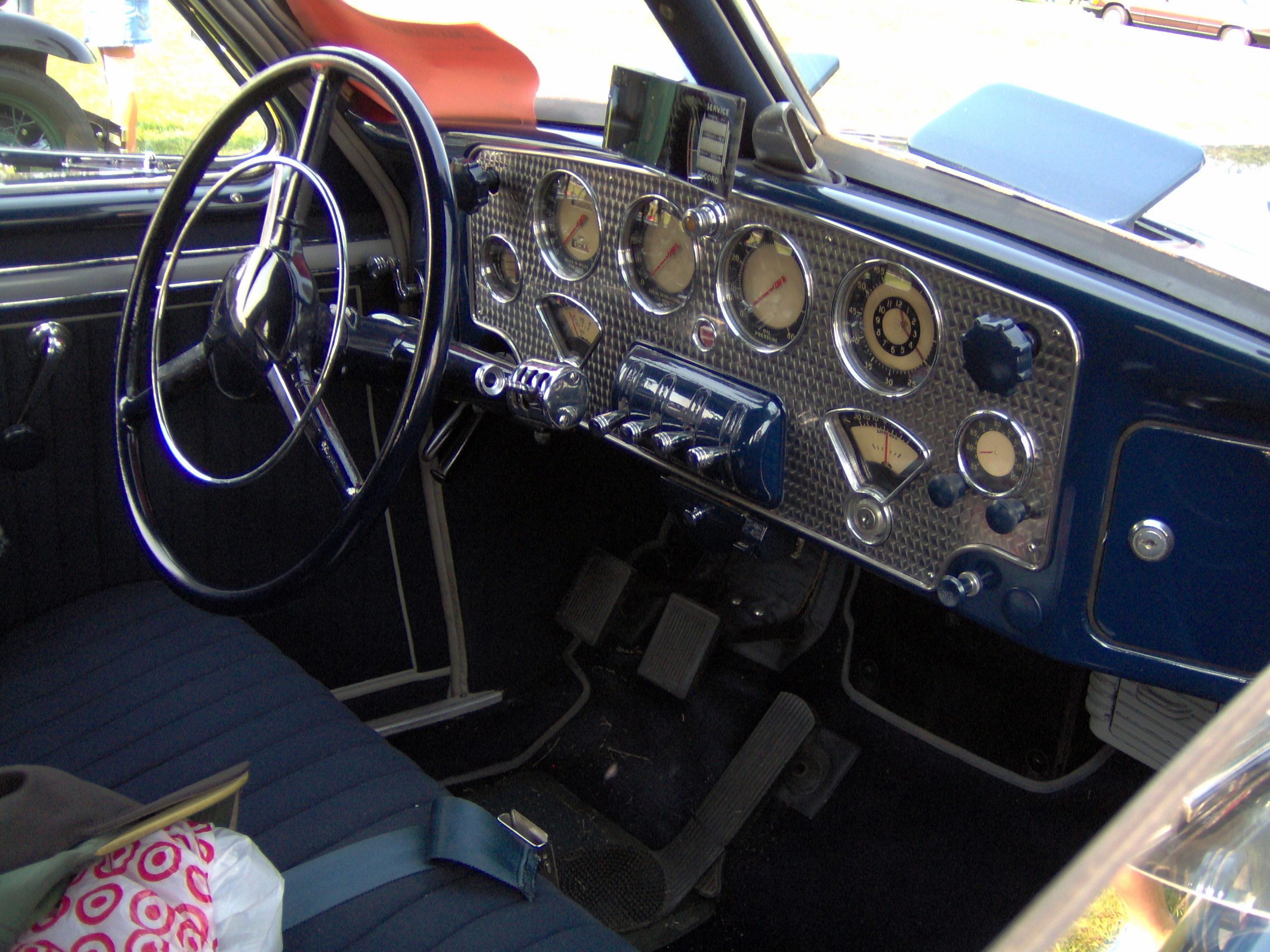
Cord 812 von 1937 mit Vorwahlschalter für das Vorwählgetriebe

Cord war eine US-amerikanische Automarke der Vorkriegszeit, die zwischen 1929 und 1937 bestand. Sitz war in Auburn in Indiana.

## Geschichte
Die Automarke Cord entstand 1929, als Errett Lobban Cord die Cord Corporation als Holding gründete, unter der die in seinem Besitz befindlichen Automobilhersteller Auburn Automobile Company und Duesenberg, der Motorenhersteller Lycoming sowie die neue Marke Cord zusammengefasst wurden. Die Fahrzeuge der Marke Cord wurden bei Auburn produziert. Das erste Modell, ursprünglich einfach Cord genannt, später üblicherweise als L-29 bezeichnet, gilt als eines der ersten serienmäßig hergestellten Autos mit Frontantrieb. Cords hatten Achtzylindermotoren der Konzernschwester Lycoming sowie anfangs durch Gestänge, später elektropneumatisch geschaltete Dreiganggetriebe. Die Karosserien lieferten, wie seinerzeit üblich, unabhängige Hersteller; der Versuch, mit einer dem fiktiven Karosseriebauunternehmen LaGrande zugeschriebenen Modellreihe ein werksseitiges Karosserieangebot zu etablieren, schlug 1930 fehl.
1935 wurde ein von Designer Gordon Buehrig entworfenes neues Modell vorgestellt. Der Cord 810 war ein Frontantriebsauto in Stromlinienform. Es war das erste Serienfahrzeug mit Klappscheinwerfern. Cord verwendete dazu die versenkbaren Landescheinwerfer der ebenfalls zur Cord-Holding gehörenden Stinson Aircraft Company. Der Motor war ein im Vergleich zu einem Reihenmotor kurzer V-8. 1937 wurde die Kompressor-aufgeladene Version 812 vorgestellt, die eine Höchstgeschwindigkeit von etwa 160 km/h erreichte. Durch Probleme mit dem Getriebe, das noch komplizierter als das des L-29 konstruiert war, und schließlich durch den Rückzug von E. L. Cord aus dem Automobilgeschäft wurde dieses Fahrzeug mit 2320 Exemplaren trotzdem relativ selten verkauft.
Karosserieteile wurden von Graham-Paige für deren Hollywood-Saloon (1940) verwendet.

## Wiederbelebung des Markennamens
In den 1960er Jahren stellte die Cord Automobile Company unter Leitung von Glenn Pray mit Originalmaterial auf modernen Fahrgestellen von Chevrolet Nachbildungen her.

## Modellübersicht
| Jahr      | Modell      | Zylinder | Radstand (cm) | Aufbau                                                                                  |
| --------- | ----------- | -------- | ------------- | --------------------------------------------------------------------------------------- |
| 1930–1932 | Series L-29 | 8        | 349           | Limousine 5-sitzig, Brougham 5-sitzig, Cabriolet 2-sitzig und 4-sitzig, Cabriolimousine |
| 1936      | Model 810   | 8        | 318           | Westchester Limousine, Beverly Limousine, Sportsman, Phaeton                            |
| 1937      | Model 812   | 8        | 318           | Westchester Limousine, Beverly Limousine                                                |
| 1937      | Model 812   | 8        | 335           | Sportsman, Phaeton, Cus Beverly, Cus Berline                                            |

Quelle:

## Produktionszahlen
| Jahr  | Produktionszahl |
| ----- | --------------- |
| 1929  | 1819            |
| 1930  | 1873            |
| 1931  | 1243            |
| 1932  | 58              |
| 1933  | 0               |
| 1934  | 0               |
| 1935  | 0               |
| 1936  | 1764            |
| 1937  | 1066            |
| Summe | 7823            |

Quelle: